# إينارغيت
إينارغيت هو معدن للنحاس ينتمي إلى فصيلة معادن الكبريتيدات، ولوحدته البلورية الصيغة الكيميائية Cu3AsS4.
يوجد المعدن على شكل بلورات صفائحية إلى موشورية، ويتراوح اللون بين الرمادي إلى الأسود، أو البني الزهري، مع وجود انعكاسات ذات لون أحمر غامق.
عثر على المعدن لأول مرة في منجم في البيرو، ووصفه آوغست برايتهاوبت سنة 1850. تأتي التسمية من الكلمة الإغريقية έναργής والتي تعني «متميز»، وذلك نظراً لتميز الفوالق فيه.